# تحلیل سامانه‌ها
تحلیل سامانه‌ها یا تحلیل سیستم‌ها یا آنالیز سامانه‌ها یا آنالیز سیستم‌ها (به انگلیسی: systems analysis) یک نگرش جامع به مسئله یا مشکل است. تحلیل سیستم یکی از ابعاد دوگانه نگرش سیستمی است و در آن به‌منظور شناسایی پدیده‌ها، ابتدا آن را به اجزاء کوچک‌تر تقسیم می‌کنند و پس از بررسی، تجزیه و تحلیل و رفع مشکل هر یک از اجزاء، مشکل سیستم کل را حل می‌کنند.
یک مهندس تحلیل سیستم‌ها با استفاده از دانش سیستم یا نظریه سیستمی به جای یک دید محدود و بسته به یک دیدگاه جامع و کلی می‌رسد. بسیاری از مشکلات صنعتی و اداری و حتی اقتصادی تنها با کمک نگرش سیستمی قابل تجزیه و تحلیل هستند.